# Francis E. McGovern
Francis Edward McGovern, född 21 januari 1866 i Wisconsin, död 16 maj 1946 i Milwaukee, Wisconsin, var en amerikansk politiker. Han var guvernör i delstaten Wisconsin 1911-1915.
McGovern inledde 1897 sin karriär som advokat i Wisconsin. Han valdes 1904 till Milwaukees distriktåklagare som republikan och omvaldes 1906 som obunden. Han vann guvernörsvalet i Wisconsin 1910 som republikanernas kandidat och omvaldes två år senare.
Under 1930-talet stödde han Franklin D. Roosevelt och bytte parti till demokraterna.
McGovern var metodist. Hans grav finns på Forest Home Cemetery i Milwaukee.